# Dyskografia Ozzy’ego Osbourne’a
Dyskografia brytyjskiego wokalisty heavymetalowego Ozzy’ego Osbourne’a. Poniższa lista obejmuje oficjalne wydawnictwa solowe wokalisty, tj. trzynaście albumów studyjnych, pięć albumów koncertowych, sześć kompilacji, dwa minialbumy, trzydzieści trzy single oraz osiem wideogramów. W Stanach Zjednoczonych dwa albumy wokalisty uzyskały status czterokrotnej platynowej płyty, dwa trzykrotnej platynowej płyty, trzy dwukrotnej platynowej płyty, jeden platynowej płyty oraz jeden złotej płyty.

## Albumy
| Rok  | Album | Pozycja na liście | Pozycja na liście | Pozycja na liście | Pozycja na liście | Pozycja na liście | Pozycja na liście | Pozycja na liście | Pozycja na liście | Pozycja na liście | Pozycja na liście | Certyfikaty                                  |
| Rok  | Album | US                | AUS               | AUT               | FIN               | GER               | NOR               | NZ                | SWE               | SWI               | UK                | Certyfikaty                                  |
| ---- | --- | ----------------- | ----------------- | ----------------- | ----------------- | ----------------- | ----------------- | ----------------- | ----------------- | ----------------- | ----------------- | -------------------------------------------- |
| 1980 | Blizzard of Ozz - Data: 20 września 1980 - Wydawca: Epic (EPC #450453 1) - Format: LP                    | 21                | —                 | —                 | —                 | —                 | —                 | —                 | —                 | —                 | 7                 | - US: 4× platyna - CAN: platyna - UK: srebro |
| 1981 | Diary of a Madman - Data: 7 listopada 1981 - Wydawca: Jet (FZ #37492) - Format: LP                       | 16                | —                 | —                 | —                 | —                 | —                 | —                 | —                 | —                 | 14                | - US: 3× platyna - CAN: platyna              |
| 1983 | Bark at the Moon - Data: 10 grudnia 1983 - Wydawca: Epic (EPC #25739) - Format: LP                       | 19                | —                 | —                 | —                 | —                 | —                 | —                 | 9                 | —                 | 24                | - US: 3× platyna - CAN: platyna - UK: srebro |
| 1986 | The Ultimate Sin - Data: 22 lutego 1986 - Wydawca: Epic (EPC #26404) - Format: CD, LP                    | 6                 | —                 | —                 | —                 | 31                | 6                 | —                 | 4                 | —                 | 8                 | - US: 2× platyna - CAN: platyna - UK: srebro |
| 1988 | No Rest for the Wicked - Data: 22 października 1988 - Wydawca: Epic (EPC #462581-1) - Format: CD, LP, CS | 13                | —                 | —                 | —                 | 29                | 12                | —                 | 18                | 26                | 23                | - US: 2× platyna - CAN: platyna              |
| 1991 | No More Tears - Data: 17 września 1991 - Wydawca: Epic (EPC #467859-1) - Format: CD, LP, CS              | 7                 | 49                | —                 | —                 | —                 | 12                | —                 | 25                | 37                | 17                | - US: 4× platyna - CAN: 2× platyna           |
| 1995 | Ozzmosis - Data: 23 października 1995 - Wydawca: Epic (EK #67091) - Format: CD, LP                       | 4                 | 50                | —                 | 9                 | 30                | 24                | 26                | 4                 | 37                | 22                | - US: 2× platyna - CAN: platyna              |
| 2001 | Down to Earth - Data: 16 października 2001 - Wydawca: Epic (EK #63580) - Format: CD, LP, Picture Disc LP | 4                 | 46                | 25                | 9                 | 15                | 12                | 41                | 1                 | 47                | 19                | - US: platyna - CAN: platyna                 |
| 2005 | Under Cover (cover album) - Data: 1 listopada 2005 - Wydawca: Epic (EK #97750) - Format: CD              | 134               | —                 | —                 | —                 | —                 | —                 | —                 | 50                | 95                | 67                |                                              |
| 2007 | Black Rain - Data: 22 maja 2007 - Wydawca: Epic (#88697 10189 2) - Format: CD                            | 3                 | 37                | 7                 | 2                 | 9                 | 2                 | 9                 | 2                 | 23                | 8                 | - US: złoto                                  |
| 2010 | Scream - Data: 22 czerwca 2010 - Wydawca: Epic - Format: CD                                              | 4                 | 11                | 9                 | 3                 | 7                 | 5                 | 6                 | 3                 | 8                 | 12                | - POL: złoto                                 |
| 2020 | Ordinary Man - Data: 21 lutego 2020 - Wydawca: Epic - Format: CD                                         |                   |                   |                   |                   |                   |                   |                   |                   |                   |                   | - POL: złoto                                 |
| 2022 | Patient Number 9 - Data: 9 września 2022 - Wydawca: Epic - Format: CD                                    |                   |                   |                   |                   |                   |                   |                   |                   |                   |                   |                                              |

## Albumy koncertowe
| Rok                            | Album                                                                                         | Pozycja na liście | Pozycja na liście | Pozycja na liście | Pozycja na liście | Pozycja na liście | Pozycja na liście | Pozycja na liście | Certyfikaty                   |
| Rok                            | Album                                                                                         | US                | AUS               | AUT               | GER               | NED               | SWE               | UK                | Certyfikaty                   |
| ------------------------------ | --------------------------------------------------------------------------------------------- | ----------------- | ----------------- | ----------------- | ----------------- | ----------------- | ----------------- | ----------------- | ----------------------------- |
| 1982                           | Speak of the Devil - Data: 27 listopada 1982 - Wydawca: Epic (EPC #451124 1) - Format: 2LP    | 14                | —                 | —                 | —                 | —                 | —                 | 21                | - US: platyna                 |
| 1987                           | Tribute: Randy Rhoads - Data: 19 marca 1987 - Wydawca: Epic (EPC #450475 1) - Format: 2LP, CD | 6                 | —                 | —                 | 41                | —                 | —                 | 13                | - US: 2× platyna - CAN: złoto |
| 1993                           | Live and Loud - Data: 28 czerwca 1993 - Wydawca: Epic (#481676 9) - Format: 2CD, 2LP          | 22                | 25                | —                 | 60                | 55                | 44                | —                 | - US: platyna                 |
| 2002                           | Live at Budokan - Data: 25 czerwca 2002 - Wydawca: Epic - Format: CD+DVD                      | 70                | —                 | 38                | 55                | —                 | 45                | —                 |                               |
| "–" pozycja nie była notowana. |                                                                                               |                   |                   |                   |                   |                   |                   |                   |                               |

## Kompilacje
| Rok                            | Album                                                                                            | Pozycja na liście | Pozycja na liście | Pozycja na liście | Pozycja na liście | Pozycja na liście | Pozycja na liście | Pozycja na liście | Pozycja na liście | Pozycja na liście | Pozycja na liście | Certyfikaty      |
| Rok                            | Album                                                                                            | US                | AUT               | DEN               | FIN               | GER               | NED               | NOR               | NZ                | SWE               | UK                | Certyfikaty      |
| ------------------------------ | ------------------------------------------------------------------------------------------------ | ----------------- | ----------------- | ----------------- | ----------------- | ----------------- | ----------------- | ----------------- | ----------------- | ----------------- | ----------------- | ---------------- |
| 1989                           | Best of Ozz - Data: 1989 - Wydawca: Sony - Format: CD                                            | —                 | —                 | —                 | —                 | —                 | —                 | —                 | —                 | —                 | —                 |                  |
| 1990                           | Ten Commandments - Data: 1990 - Wydawca: Sony - Format: CD                                       | 163               | —                 | —                 | —                 | —                 | —                 | —                 | —                 | —                 | —                 |                  |
| 1997                           | The Ozzman Cometh - Data: 11 listopada 1997 - Wydawca: Epic (EK #67980) - Format: CD, 2CD        | 13                | —                 | —                 | 7                 | —                 | —                 | —                 | 22                | 21                | 68                | - US: 2× Platyna |
| 2003                           | The Essential Ozzy Osbourne - Data: 11 lutego 2003 - Wydawca: Epic (EPC #510840 2) - Format: 2CD | 81                | 23                | 7                 | 9                 | 19                | 35                | 2                 | 8                 | 3                 | 21                | - US: złoto      |
| 2005                           | Prince of Darkness - Data: 22 marca 2005 - Wydawca: Epic - Format: 4CD                           | 36                | —                 | —                 | —                 | —                 | —                 | —                 | —                 | 54                | —                 | - US: Gold       |
| "–" pozycja nie była notowana. |                                                                                                  |                   |                   |                   |                   |                   |                   |                   |                   |                   |                   |                  |

## Minialbumy
| Rok                            | Album                                                            | Pozycja na liście | Pozycja na liście | Certyfikaty |
| Rok                            | Album                                                            | US                | UK                | Certyfikaty |
| ------------------------------ | ---------------------------------------------------------------- | ----------------- | ----------------- | ----------- |
| 1980                           | Mr. Crowley Live EP - Data: 1980 - Wydawca: Jet - Format: 12"    | 120               | —                 |             |
| 1990                           | Just Say Ozzy - Data: 17 marca 1990 - Wydawca: Epic - Format: CD | 58                | 69                | - US: złoto |
| "–" pozycja nie była notowana. |                                                                  |                   |                   |             |

## Single
| Rok                            | Tytuł                                    | Pozycja na liście | Pozycja na liście | Pozycja na liście | Pozycja na liście | Pozycja na liście | Pozycja na liście | Pozycja na liście | Pozycja na liście | Pozycja na liście | Pozycja na liście | Album                               |
| Rok                            | Tytuł                                    | US                | US Main.          | AUT               | DEN               | FIN               | GER               | NED               | SWE               | SWI               | UK                | Album                               |
| ------------------------------ | ---------------------------------------- | ----------------- | ----------------- | ----------------- | ----------------- | ----------------- | ----------------- | ----------------- | ----------------- | ----------------- | ----------------- | ----------------------------------- |
| 1980                           | "Crazy Train"                            | 6                 | 1                 | 6                 | 6                 | 5                 | 1                 | 4                 | 4                 | 1                 | 2                 | Blizzard of Ozz                     |
| 1980                           | "Mr. Crowley"                            | 18                | 1                 | 20                | 13                | 7                 | 22                | 5                 | 13                | 16                | 9                 | Blizzard of Ozz                     |
| 1981                           | "Flying High Again"                      | 30                | 2                 | 33                | 27                | 27                | —                 | 41                | 32                | 44                | 20                | Diary of a Madman                   |
| 1982                           | "Over the Mountain"                      | —                 | 38                | —                 | —                 | —                 | —                 | —                 | —                 | —                 | —                 | Diary of a Madman                   |
| 1982                           | "You Can't Kill Rock N' Roll"            | —                 | 41                | —                 | —                 | —                 | —                 | —                 | —                 | —                 | —                 | Diary of a Madman                   |
| 1982                           | "Symptom of the Universe"                | —                 | —                 | —                 | —                 | —                 | —                 | —                 | —                 | —                 | 100               | Speak of the Devil                  |
| 1982                           | "Iron Man/Children of the Grave"         | —                 | —                 | —                 | —                 | —                 | —                 | —                 | —                 | —                 | —                 | Speak of the Devil                  |
| 1983                           | "Bark at the Moon"                       | 109               | 12                | —                 | —                 | —                 | —                 | —                 | —                 | —                 | 21                | Bark at the Moon                    |
| 1984                           | "So Tired"                               | 104               | —                 | —                 | —                 | —                 | —                 | —                 | —                 | —                 | 20                | Bark at the Moon                    |
| 1986                           | "Shot in the Dark"                       | 68                | 10                | —                 | —                 | —                 | —                 | —                 | —                 | —                 | 20                | The Ultimate Sin                    |
| 1986                           | "The Ultimate Sin"                       | —                 | —                 | —                 | —                 | —                 | —                 | —                 | —                 | —                 | 72                | The Ultimate Sin                    |
| 1987                           | "Crazy Train (Live)"                     | —                 | —                 | —                 | —                 | —                 | —                 | —                 | —                 | —                 | 99                | Tribute                             |
| 1988                           | "Miracle Man"                            | —                 | —                 | —                 | —                 | —                 | —                 | —                 | —                 | —                 | 87                | No Rest for the Wicked              |
| 1989                           | "Close My Eyes Forever" (with Lita Ford) | 8                 | 25                | —                 | —                 | —                 | —                 | —                 | —                 | —                 | 47                | Lita                                |
| 1991                           | "No More Tears"                          | 71                | 10                | —                 | —                 | —                 | —                 | —                 | —                 | —                 | 32                | No More Tears                       |
| 1992                           | "Time After Time"                        | —                 | 6                 | —                 | —                 | —                 | —                 | —                 | —                 | —                 | —                 | No More Tears                       |
| 1992                           | "Road to Nowhere"                        | —                 | 3                 | —                 | —                 | —                 | —                 | —                 | —                 | —                 | —                 | No More Tears                       |
| 1992                           | "Mama, I'm Coming Home"                  | 28                | 2                 | 42                | —                 | —                 | 27                | —                 | —                 | 62                | 46                | No More Tears                       |
| 1992                           | "Mr. Tinkertrain"                        | —                 | 34                | —                 | —                 | —                 | —                 | —                 | —                 | —                 | —                 | No More Tears                       |
| 1993                           | "Changes"                                | —                 | 9                 | —                 | —                 | —                 | —                 | —                 | —                 | —                 |                   | Live & Loud                         |
| 1995                           | "Perry Mason"                            | —                 | 3                 | —                 | —                 | —                 | —                 | —                 | —                 | —                 | 23                | Ozzmosis                            |
| 1996                           | "See You on the Other Side"              | —                 | 5                 | —                 | —                 | —                 | —                 | —                 | 59                | —                 | —                 | Ozzmosis                            |
| 1996                           | "I Just Want You"                        | —                 | 24                | —                 | —                 | —                 | —                 | —                 | —                 | —                 | 43                | Ozzmosis                            |
| 1996                           | "Walk on Water"                          | —                 | 28                | —                 | —                 | —                 | —                 | —                 | —                 | —                 | —                 | Beavis and Butt-Head Do America OST |
| 1997                           | "Back on Earth"                          | —                 | 3                 | —                 | —                 | —                 | —                 | —                 | —                 | —                 | —                 | The Ozzman Cometh                   |
| 2001                           | "Gets Me Through"                        | 118               | 2                 | —                 | —                 | —                 | 89                | —                 | 27                | —                 | 18                | Down to Earth                       |
| 2001                           | "Dreamer"                                | —                 | 10                | 2                 | 3                 | 13                | 2                 | 15                | —                 | 10                | 18                | Down to Earth                       |
| 2003                           | "Changes"(with Kelly Osbourne)           | —                 | —                 | —                 | —                 | —                 | 15                | —                 | 26                | —                 | 1                 | Non-Album Single                    |
| 2005                           | "Mississippi Queen"                      | —                 | 10                | —                 | —                 | —                 | —                 | —                 | —                 | —                 | —                 | Under Cover                         |
| 2006                           | "In My Life"                             | —                 | —                 | —                 | —                 | —                 | —                 | —                 | —                 | —                 | —                 | Under Cover                         |
| 2007                           | "I Don’t Wanna Stop"                     | 61                | 1                 | —                 | —                 | —                 | —                 | —                 | 58                | —                 | 130               | Black Rain                          |
| 2007                           | "Not Going Away"                         | —                 | 14                | —                 | —                 | —                 | —                 | —                 | —                 | —                 | —                 | Black Rain                          |
| 2007                           | "Black Rain"                             | —                 | 19                | —                 | —                 | —                 | —                 | —                 | —                 | —                 | —                 | Black Rain                          |
| 2010                           | "Let Me Hear You Scream"                 | 124               | 3                 | —                 | —                 | —                 | —                 | —                 | —                 | —                 | —                 | Scream                              |
| 2022                           | "Patient Number 9"                       | —                 | —                 | —                 | —                 | —                 | —                 | —                 | —                 | —                 | —                 | ?                                   |
| "–" pozycja nie była notowana. |                                          |                   |                   |                   |                   |                   |                   |                   |                   |                   |                   |                                     |

## Wideografia
| Rok  | Tytuł                  | Certyfikaty   |
| ---- | ---------------------- | ------------- |
| 1982 | Speak Of The Devil     |               |
| 1984 | Bark at the Moon       |               |
| 1986 | The Ultimate Ozzy      | - US: złoto   |
| 1989 | Wicked Videos          | - US: złoto   |
| 1991 | Don't Blame Me         | - US: platyna |
| 1992 | Live & Loud            | - US: platyna |
| 1997 | Ozzy Goes to Hollywood |               |
| 2002 | Live at Budokan        | - US: złoto   |

## Teledyski
| Rok  | Tytuł                       | Reżyseria      | Album                  |
| ---- | --------------------------- | -------------- | ---------------------- |
| 1980 | "Crazy Train"               | —              | Blizzard Of Ozz        |
| 1983 | "Bark At The Moon"          | —              | Bark At The Moon       |
| 1986 | "Shot In The Dark"          | —              | The Ultimate Sin       |
| 1986 | "Lightning Strikes"         | —              | The Ultimate Sin       |
| 1986 | "The Ultimate Sin"          | —              | The Ultimate Sin       |
| 1988 | "Miracle Man"               | —              | No Rest for the Wicked |
| 1988 | "Crazy Babies"              | —              | No Rest for the Wicked |
| 1992 | "Mama I'm Coming Home"      | —              | No More Tears          |
| 1992 | "Time After Time"           | Jeb Brien      | No More Tears          |
| 1992 | "Mr. Tinkertrain"           | —              | No More Tears          |
| 1995 | "I Just Want You"           | Dean Karr      | Ozzmosis               |
| 1995 | "Perry Mason"               | Ralph Ziman    | Ozzmosis               |
| 1995 | "See You On The Other Side" | Migel Dick     | Ozzmosis               |
| 2001 | "Gets Me Through"           | Jonas Åkerlund | Down To Earth          |
| 2001 | "Dreamer"                   | Rob Zombie     | Down To Earth          |
| 2005 | "In My Life"                | —              | Under Cover            |
| 2007 | "I Don't Wanna Stop"        | —              | Black Rain             |
| 2010 | "Let Me Hear You Scream"    | Jonas Åkerlund | Scream                 |
| 2010 | "Life Won't Wait"           | Jack Osbourne  | Scream                 |